# TIMM
TIMM è un canale satellitare e via cavo free to air in lingua tedesca, dove il proprio target di audience sono gli omosessuali, in particolare i maschi. Il servizio è stato lanciato il 1º novembre, 2008. Era disponibile anche su uno live stream.
TIMM è un canale sullo stile di vita generale e sull'intrattenimento, con una serie di programmi che includono drammi, commedie, film, serie televisive sullo stile di vita e altri programmi. A partire dal 1º febbraio, 2009 va in onda 24/7. Nel gennaio 2010, la Deutsche Fernsehwerke GmbH, titolare di TIMM, ha fatto richiesta per la procedura fallimentare. Il 22 febbraio 2010, TIMM ha fermato la messa in onda via Astra 1L  ed è attualmente disponibile solo tramite cavo.

## Programmazione

### Commedia
- Fur TV
- Kathy Griffin
- MADtv
- Nighty Night
- Rick & Steve
- Reno 911!
- Strangers with Candy

### Documentari
- Coming Out Stories
- Curl Girls
- Homecheck
- Nemesis Rising
- Open Bar
- Out & About
- Queer Eye
- U.S. of Ant
- Bump!
- Charm School

### Magazine
- TIMM TODAY
- TIMM Spezial
- TIMM Travel
- Ruby
- Yagaloo
- queer Lounge
- UPGRADE

### Serie televisive
- Absolutely Fabulous
- Footballers' Wives
- Mile High
- Noah's Arc
- Popular
- Queer as Folk
- Queer as Folk (UK)
- The L Word
- Clara Sheller
- Exes & Ohs
- Rodrigo - Spiel der Herzen
- Metrosexuality
- Sordid Lives
- Stadtgeschichten – Tales of the City
- Popular
- Benidorm
- Nighty Night
- Dynasty
- Madame's
- Cybill
- Murphy Brown
- Cuori senza età

### Show
- Boy meets Boy
- Manhunt
- Step it Up and Dance
- RuPaul's Drag Race
- Gay Army

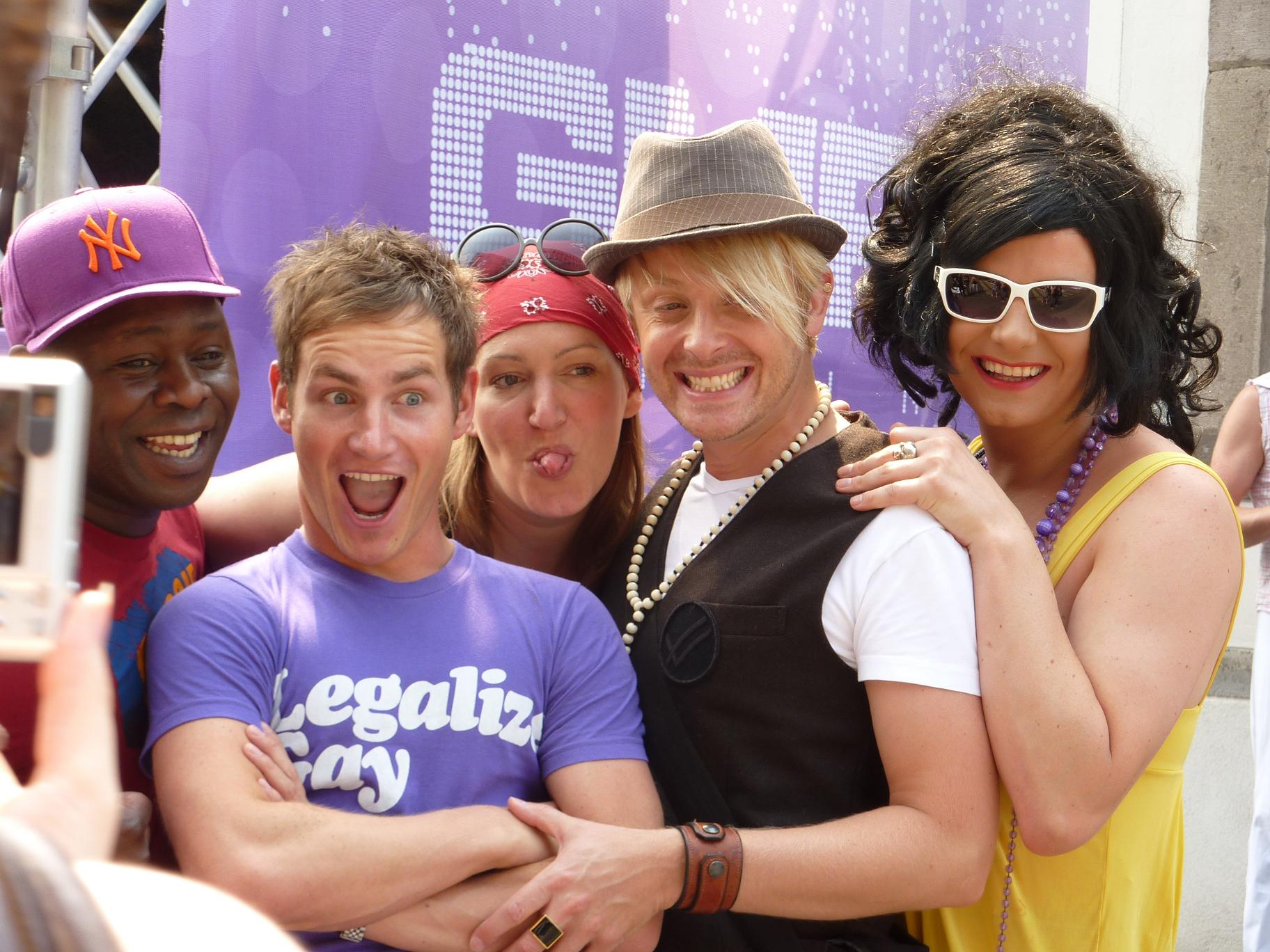
Il presentatore di TIMM Ricky Breitengraser (il secondo da sinistra) e i membri della giuria di Village Boys – Die große Lips Casting Show Jimmy Joe, Katja Mitchell, Ross Antony e Nina Queer

- Village Boys – Die große Lips Casting Show
- Dame Edna Treatment

### Talkshow
- Below the Belt
- Blondes Gift
- Movies 101
- TIMMOUSINE